# 8660 Sano
8660 Sano este un asteroid din centura principală de asteroizi.

## Descriere
8660 Sano este un asteroid din centura principală de asteroizi. A fost descoperit pe 15 octombrie 1990 la Kitami de Kin Endate și Kazuro Watanabe. El prezintă o orbită caracterizată de o semiaxă mare de 3,26 ua, o excentricitate de 0,04 și o înclinație de 6,6° în raport cu ecliptica.